# Ніуас (округ)
15°57′33.84″ пд. ш. 173°46′58.8″ зх. д. / 15.9594000° пд. ш. 173.783000° зх. д.
Ніуас (тонг. Niuas, англ. Niuas) — один з п'яти округів Королівства Тонга, розташований в крайній північній частині країни, на острівній групі Ніуас.

## Географія
Округ Ніуас, найменший з усіх округів Тонга, розташований на 3-ох заселених островах острівної групи (архіпелагу) Ніуас у крайній північній частині Королівства Тонга, за 300 км на північ від містечка Неїафу (округ Вава'у), та за 600 км на північ від столиці країни Нукуалофа (острови Тонгатапу, округ Тонгатапу). На півдні округ межує з острівною групою Вава'у, на північному сході розташована держава Самоа, на заході — Фіджі, на сході — Американське Самоа.

## Населення
Зміна чисельності населення округу Ніуас за переписом, станом на листопад місяць, з 1976 по 2011 роки:
| Роки                        | 1976 | 1986  | 1996  | 2006  | 2011  |
| --------------------------- | ---- | ----- | ----- | ----- | ----- |
| Чисельність населення, осіб | 2328 | ▲2368 | ▼2018 | ▼1665 | ▼1282 |

З 14-ти островів округу тільки три основні острови мають постійне населення: це — Ніуатопутапу, Ніуафо'оу та Тафахі. Населення розосереджене у чотирнадцятьох населених пунктах.

## Адміністративний поділ
Округ Ніуас розташований на групі островів Ніуас. Адміністративний центр і найбільший населений пункт округу — село Хіхіфо (284 особи, 2011) знаходиться на західному узбережжі острова Ніуатопутапу.
Округ ділиться на два райони:
- район Ніуатопутапу, займає населені острови Ніуатопутапу та Тафахі і ще сім незаселених островів, з загальною кількістю населення 759 осіб (2011), яке проживає в чотирьох населених пунктах (селах): Ваїпоа, Тафахі, Фалехау та Хіхіфо;
- район Ніуафо'оу, займає населений острів Ніуафо'оу та ще чотири незаселених острови з населенням 523 особи (2011), яке проживає у восьми населених пунктах (селах): Есіа, Колофо'оу, Мата'ахо, Му'а, Петані, Сапа'ата, Тонгамама'о та Фата'улуа.